# 2793 Валдай
2793 Валда́й (2793 Valdaj) — астероїд головного поясу, відкритий 19 серпня 1977 року.
Тіссеранів параметр щодо Юпітера — 3,087.
Названо на честь Валдайської височини — височини в північно-західній частині Східно-Європейської рівнини, в Росії.